# The Longest Nite
Pour plus de détails, voir Fiche technique et Distribution.
The Longest Nite (暗花, Aau dut) est un film hongkongais réalisé par Patrick Yau, sorti en 1998.

## Synopsis
Mr K et Mr Hung, chacun à la tête de gangs rivaux, tentent de se rapprocher afin de mieux gérer leurs affaires à Macao. Toute la racaille de la ville semble être au courant, surtout depuis qu'une rumeur s'est répandue comme une traînée de poudre : un contrat aurait été lancé pour obtenir la tête d'un des deux leaders. L'espace d'une nuit, Sam, un flic corrompu jusqu'à l'os et aux ordres de mafieux, tentera d'enrailler toute tentative d'assassinat. Jusqu'à ce qu'il croise la route d'un drôle de type à l'air absent, errant sans raison visible dans les rues de Macao, un vieux sac de sport Adidas en travers de l'épaule...

## Fiche technique
- Titre : The Longest Nite
- Titre original : Aau dut (暗花)
- Réalisation : Patrick Yau
- Scénario : Yau Nai-hoi et Szeto Kam-yuen
- Production : Wong Lung-wai, Lam Siu-ming, Johnnie To et Wai Ka-fai
- Société de production : Milkyway Image
- Musique : Raymond Wong
- Photographie : Ko Chiu-lam
- Montage : Chan Chi-wai
- Pays d'origine : Hong Kong
- Format : Couleurs - 2,35:1 - Dolby Digital - 35 mm
- Genre : Policier
- Durée : 83 minutes
- Date de sortie : 1998 (Hong Kong)

## Distribution
- Tony Leung Chiu-wai (VF : Bruno Choël) : Sam
- Lau Ching-wan (VF : Bruno Dubernat) : Tony
- Maggie Siu (VF : Déborah Perret) : Maggie
- Fong Lung : Mr Lung
- Mark Cheng : Mark
- Yuen Bun : Un collègue de Sam
- Sunny Fang : Indic
- Lam Suet : Assistant du propriétaire du café

## Récompenses
- Nomination au prix du meilleur acteur (Tony Leung et Lau Ching-Wan), meilleur réalisateur, meilleur montage et meilleur scénario, lors des Hong Kong Film Awards 1999.
- Prix du film du mérite lors des Hong Kong Film Critics Society Awards 1999.